# Летняя улица (Москва)
Ле́тняя у́лица (до 3 сентября 1968 года — Садо́вая у́лица, до 1960 года — Садо́вая у́лица города Люблино) — улица, расположенная в Юго-Восточном административном округе города Москвы на территории района Люблино.

## История
Улица находится на территории бывшего города Люблино, где она называлась Садо́вая у́лица. В 1960 году город Люблино вошёл в состав Москвы, улица вначале сохраняла своё название, а 3 сентября 1968 года получила современное название по предложению жителей района.

## Расположение
Летняя улица проходит от дворца Н. А. Дурасова усадьбы Люблино вдоль южной границы Люблинского парка на восток до Краснодонской улицы, с юга к ней примыкает Ейская улица. Нумерация домов начинается с запада.

## Примечательные здания и сооружения
По нечётной стороне:
Летняя ул., 8/2с1 - Флигель театральной школы
Летняя ул., 2, стр. 1 - Театральная школа
Летняя ул., 4, стр. 4 - Дом актёров
По чётной стороне:
Летняя ул., 1, стр. 1 - Музей-усадьба Люблино
Летняя ул., 1, стр. 2 - ФГУП ОКБ От РАН

## Галерея

Летняя улица
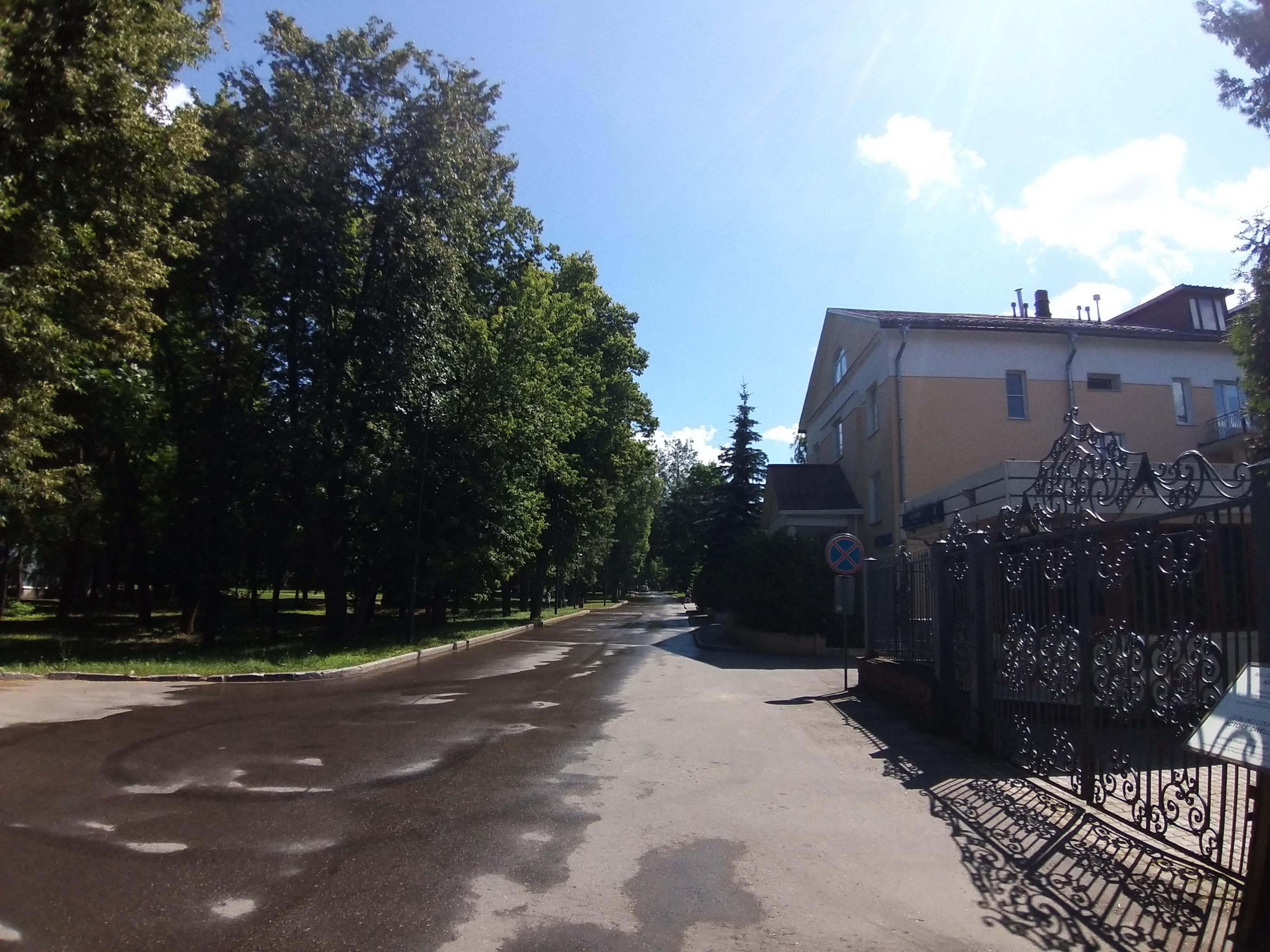
Летняя улица, дом 6
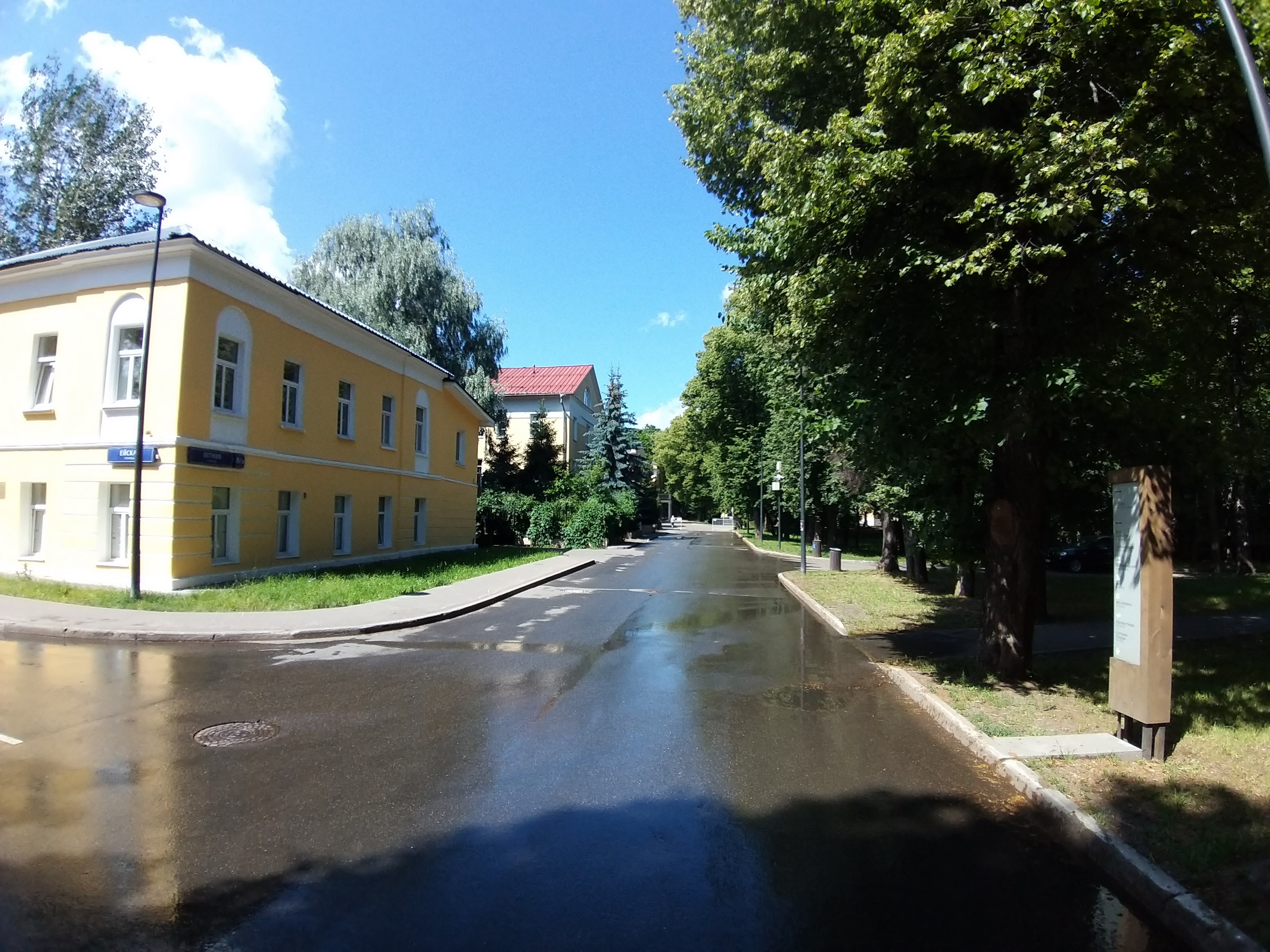
Летняя улица, дом 8
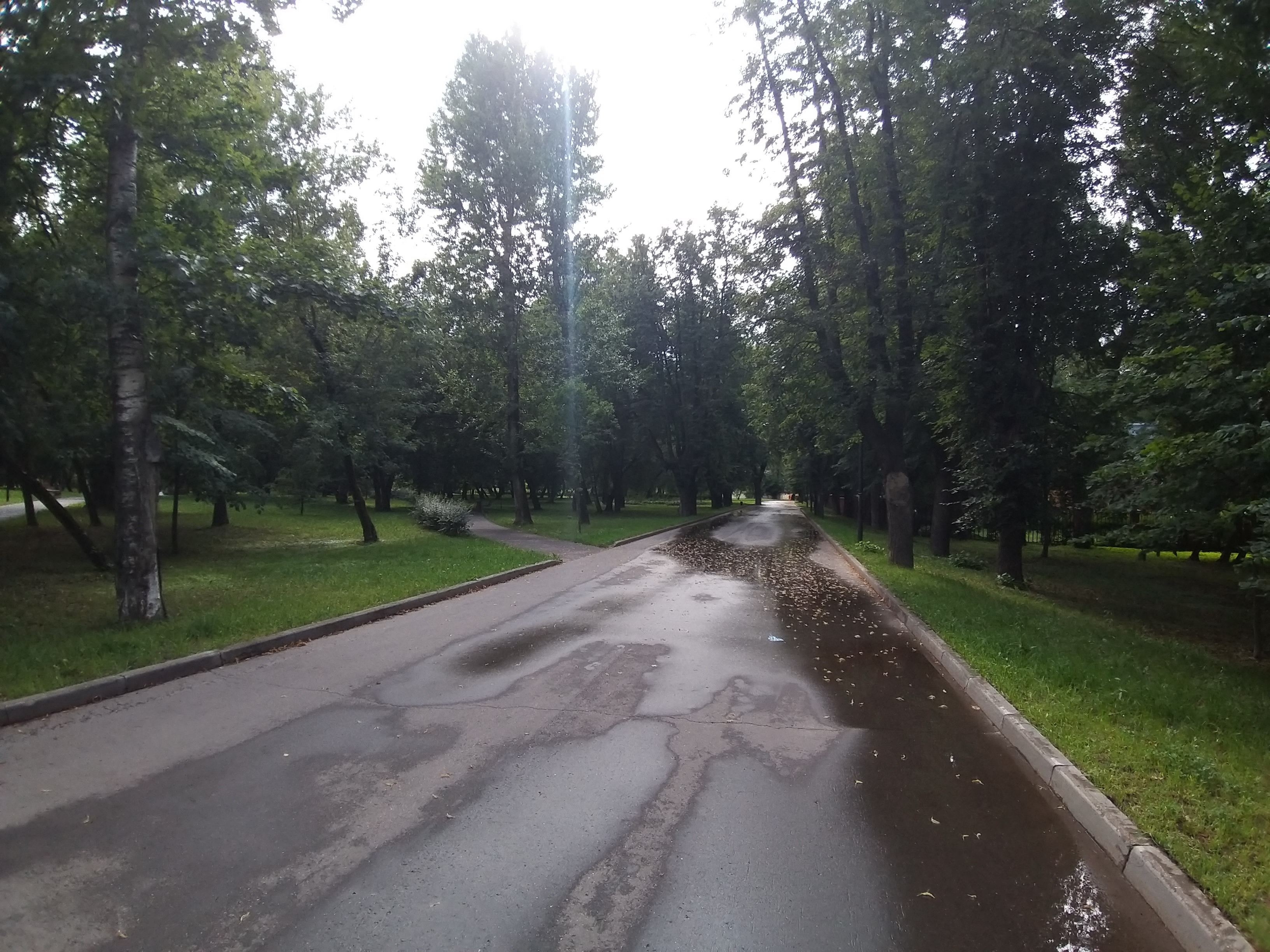
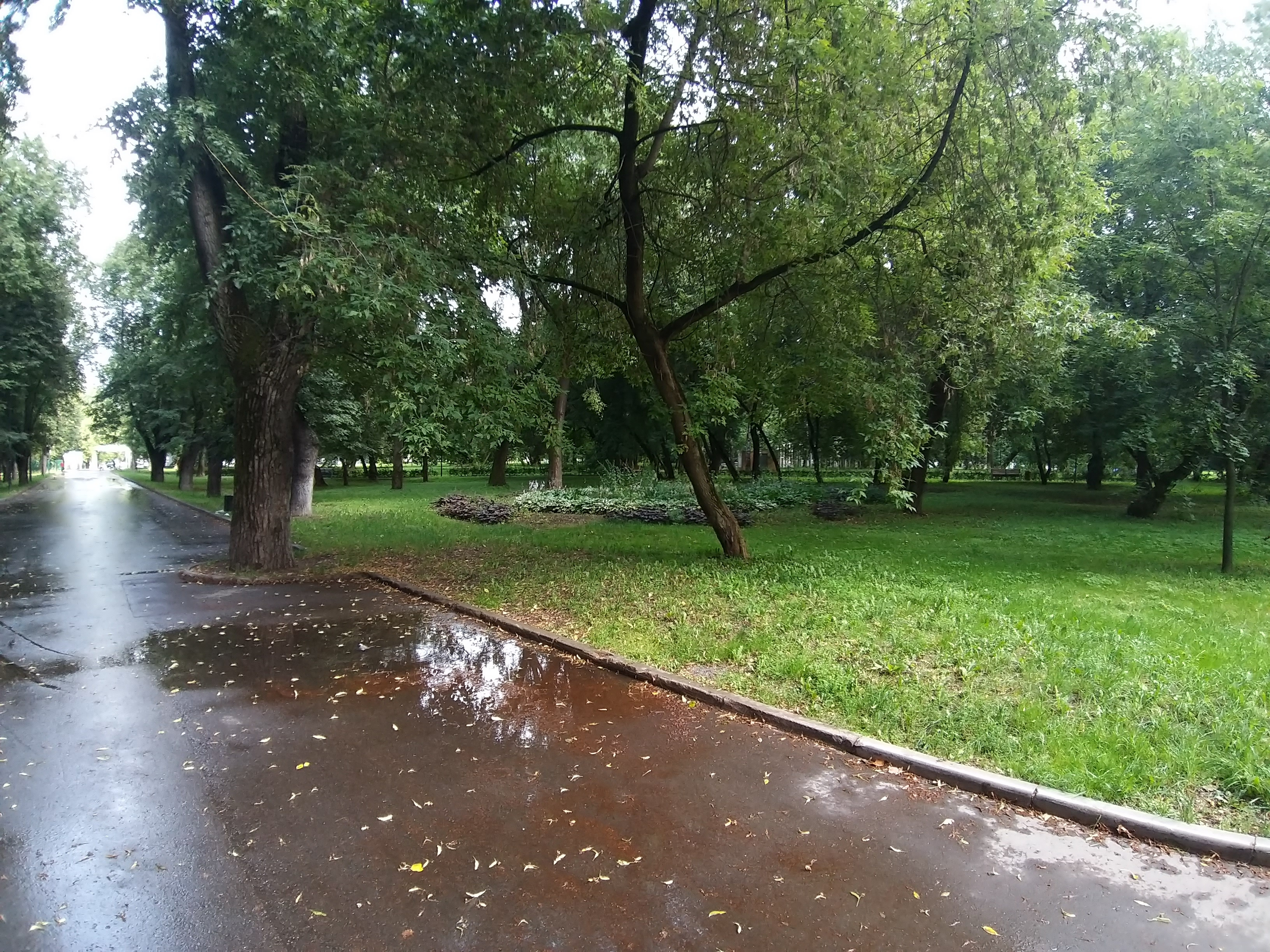
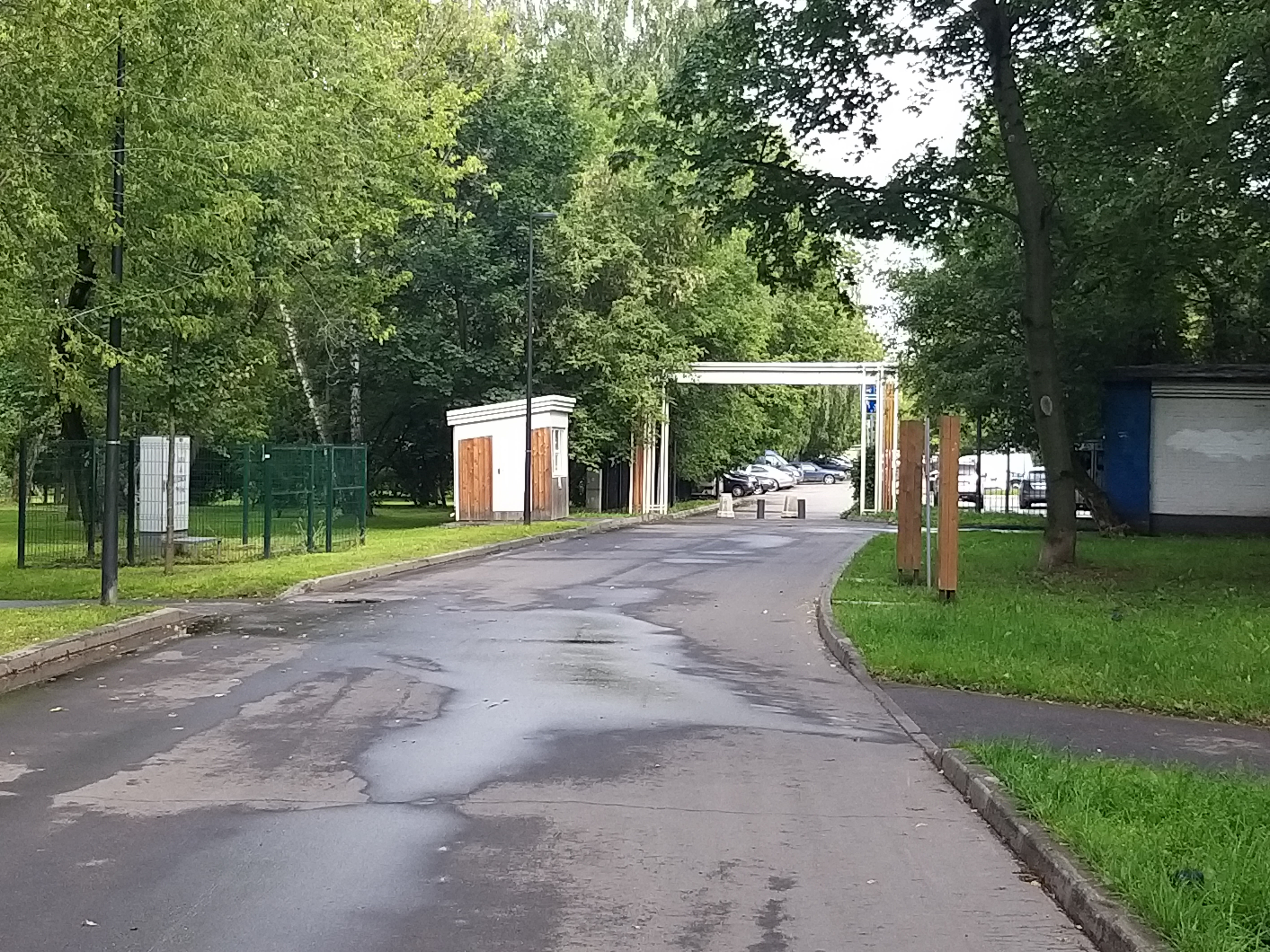
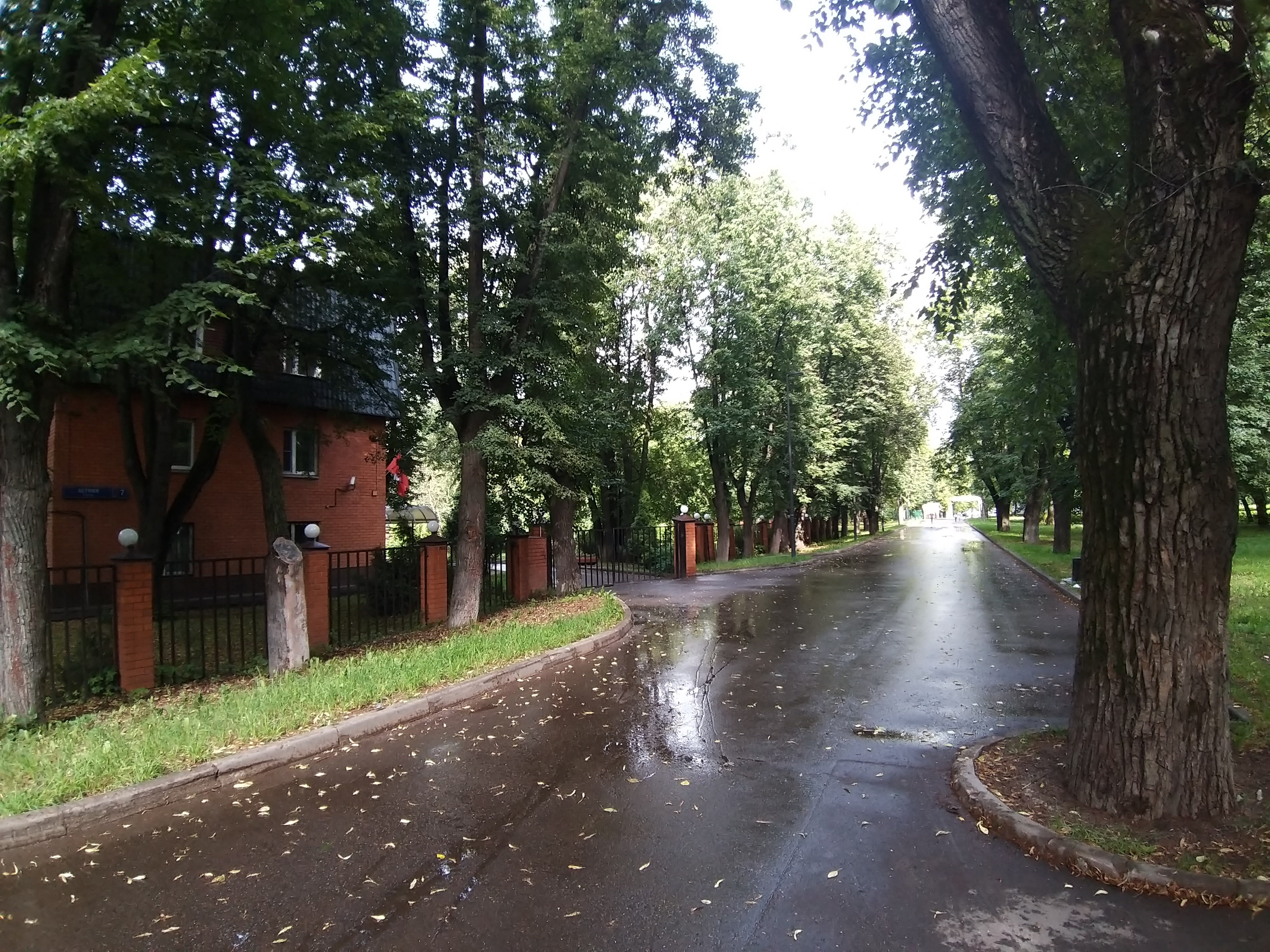

## Транспорт

### Наземный транспорт
По Летней улице не проходят маршруты наземного общественного транспорта.
У восточного конца улицы, на Краснодонской улице, расположена остановка «Школа имени Достоевского» автобусов 228, 312, 336, 522, 530, 551, 551к, 658, 713, с4, с9, т74, н5.
У южного конца улицы, на Тихой улице, расположена остановка «Тихая улица» автобуса 312.

### Метро
- Станция метро «Волжская» Люблинско-Дмитровской линии — северо-восточнее улицы, на Краснодонской улице

### Железнодорожный транспорт
- Станция Люблино (в границах станции Люблино-Сортировочное) Курского направления Московской железной дороги — западнее улицы, между Курской улицей и улицей Полбина.